# Чемпионат России по волейболу среди женщин 2004/2005
14-й чемпионат России по волейболу среди женских команд суперлиги проходил с 31 октября 2004 по 17 апреля 2005 года. Чемпионский титул в 14-й раз подряд выиграла «Уралочка»-НТМК.

## Регламент турнира
В суперлиге принимали участие 12 команд. Соревнования проводились в три этапа — 1-й предварительный, 2-й предварительный и финальный (плей-офф и плей-аут). Сначала состоялись игры 1-го предварительного этапа в 2 круга по разъездному календарю, в результате которых определились две шестёрки команд, разыгравшие на 2-м предварительном этапе каждая в своём однокруговом турнире с учётом всех ранее показанных результатов места с 1 по 6 и с 7 по 12. Определившиеся 8 команд разыграли 1-8 места по системе плей-офф.
Четвертьфиналы проводились до двух побед одной из команд (система 1-1-1). Победители серий вышли в финальный турнир, проводившийся в формате "Финала четырёх" (первый день - полуфиналы, второй день - матч за 3-е есто и финал).
Команды, занявшие на предварительном этапе 9-12 места, играли в один круг. Учитывались все результаты предварительного этапа. Две команды, занявшие в этом турнире 11 и 12 места, выбыли в высшую лигу «А».
За победу команды получали 2 очка, за поражение — 1, за неявку — 0. При равенстве очков у двух и более команд расстановка определялась по соотношению выигранных и проигранных партий во всех матчах. В заявку на матч разрешалось заявлять 12 волейболисток, в том числе одного либеро. Количество иностранных игроков в команде должно быть не более двух.

## Суперлига

### 1-й предварительный этап
31 октября 2004 — 16 марта 2005
| М  | Команда                            | 1       | 2       | 3       | 4       | 5       | 6       | 7       | 8       | 9       | 10      | 11      | 12      | И  | В  | П  | С/П   | О  |
| -- | ---------------------------------- | ------- | ------- | ------- | ------- | ------- | ------- | ------- | ------- | ------- | ------- | ------- | ------- | -- | -- | -- | ----- | -- |
| 1  | «Заречье-Одинцово» Московская обл. |         | 0:3 3:1 | 3:2 1:3 | 1:3 3:1 | 3:1 0:3 | 3:2 3:0 | 3:1 3:2 | 3:0 3:1 | 3:2     | 3:1 3:0 | 3:1 3:0 | 3:0 3:1 | 22 | 18 | 4  | 56:30 | 40 |
| 2  | «Уралочка»-НТМК Свердловская обл.  | 3:0 1:3 |         | 0:3 3:2 | 3:1 0:3 | 1:3 3:2 | 2:3 3:0 | 3:1     | 1:3 3:0 | 3:1 3:0 | 3:0     | 3:1     | 3:0 3:1 | 22 | 16 | 6  | 53:29 | 38 |
| 3  | «Динамо» Москва                    | 2:3 3:1 | 3:0 2:3 |         | 2:3 3:1 | 1:3 3:2 | 1:3 3:0 | 3:0 3:1 | 3:0 3:1 | 0:3 3:0 | 3:1 3:0 | 3:1 3:0 | 3:0 2:3 | 22 | 15 | 7  | 55:29 | 37 |
| 4  | Балаковская АЭС Балаково           | 3:1 1:3 | 1:3 3:0 | 3:2 1:3 |         | 3:0 3:1 | 2:3     | 1:3 3:0 | 3:0 3:2 | 3:2 2:3 | 3:2 3:0 | 3:2 3:0 | 3:0 3:2 | 22 | 15 | 7  | 55:35 | 37 |
| 5  | «Самородок» Хабаровск              | 1:3 3:0 | 3:1 2:3 | 3:1 2:3 | 0:3 1:3 |         | 3:1 3:2 | 3:2 0:3 | 0:3 3:0 | 2:3 3:1 | 3:1 3:2 | 3:0     | 3:0 3:1 | 22 | 14 | 8  | 50:36 | 36 |
| 6  | «Динамо» Московская обл.           | 2:3 0:3 | 3:2 0:3 | 3:1 0:3 | 3:2     | 1:3 2:3 |         | 0:3 2:3 | 0:3 2:3 | 3:2 3:1 | 1:3 3:0 | 3:0 3:2 | 3:0 3:1 | 22 | 11 | 11 | 43:46 | 33 |
| 7  | «Факел» Новый Уренгой              | 1:3 2:3 | 1:3     | 0:3 1:3 | 3:1 0:3 | 2:3 3:0 | 3:0 3:2 |         | 3:1 3:0 | 3:0 2:3 | 3:0 1:3 | 1:3 3:2 | 2:3 3:0 | 22 | 10 | 12 | 44:42 | 32 |
| 8  | ЦСКА Москва                        | 0:3 1:3 | 3:1 0:3 | 0:3 1:3 | 0:3 2:3 | 3:0 0:3 | 3:0 3:2 | 1:3 0:3 |         | 0:3 3:2 | 3:0 3:2 | 2:3 3:0 | 3:0 3:1 | 22 | 10 | 12 | 37:44 | 32 |
| 9  | «Стинол» Липецк                    | 2:3     | 1:3 0:3 | 3:0 0:3 | 2:3 3:2 | 3:2 1:3 | 2:3 1:3 | 0:3 3:2 | 3:0 2:3 |         | 1:3 2:3 | 3:1     | 2:3 3:0 | 22 | 8  | 14 | 42:50 | 30 |
| 10 | «Университет» Белгород             | 1:3 0:3 | 0:3     | 1:3 0:3 | 2:3 0:3 | 1:3 2:3 | 3:1 0:3 | 0:3 3:1 | 0:3 2:3 | 3:1 3:2 |         | 3:2 3:0 | 3:0 3:2 | 22 | 8  | 14 | 33:51 | 30 |
| 11 | «Ленинградка» Санкт-Петербург      | 1:3 0:3 | 1:3     | 1:3 0:3 | 2:3 0:3 | 0:3     | 0:3 2:3 | 3:1 2:3 | 3:2 0:3 | 1:3     | 2:3 0:3 |         | 3:0     | 22 | 4  | 18 | 26:57 | 26 |
| 12 | «Строитель» Красноярск             | 0:3 1:3 | 0:3 1:3 | 0:3 3:2 | 0:3 2:3 | 0:3 1:3 | 0:3 1:3 | 3:2 0:3 | 0:3 1:3 | 3:2 0:3 | 0:3 2:3 | 0:3     |         | 22 | 3  | 19 | 18:63 | 25 |

### 2-й предварительный этап
Однокруговые турниры с учётом всех результатов 1-го предварительного этапа. 25—30 марта 2005
За 1-6 места (Балаково)
| М | Команда                            | 1   | 2   | 3   | 4   | 5   | 6   | И  | В  | П  | С/П   | О  |
| - | ---------------------------------- | --- | --- | --- | --- | --- | --- | -- | -- | -- | ----- | -- |
| 1 | «Уралочка»-НТМК Свердловская обл.  |     | 3:0 | 3:2 | 3:0 | 1:3 | 3:0 | 27 | 20 | 7  | 66:34 | 47 |
| 2 | «Динамо» Москва                    | 0:3 |     | 3:0 | 3:0 | 3:0 | 3:0 | 27 | 19 | 8  | 67:32 | 46 |
| 3 | «Заречье-Одинцово» Московская обл. | 2:3 | 0:3 |     | 1:3 | 1:3 | 3:1 | 27 | 19 | 8  | 63:43 | 46 |
| 4 | Балаковская АЭС Балаково           | 0:3 | 0:3 | 3:1 |     | 3:2 | 3:0 | 27 | 18 | 9  | 64:44 | 45 |
| 5 | «Самородок» Хабаровск              | 3:1 | 0:3 | 3:1 | 2:3 |     | 3:2 | 27 | 17 | 10 | 61:46 | 44 |
| 6 | «Динамо» Московская обл.           | 0:3 | 0:3 | 1:3 | 0:3 | 2:3 |     | 27 | 11 | 16 | 46:61 | 38 |

За 7-12 места (Старый Оскол)
| М  | Команда                       | 7   | 8   | 9   | 10  | 11  | 12  | И  | В  | П  | С/П   | О  |
| -- | ----------------------------- | --- | --- | --- | --- | --- | --- | -- | -- | -- | ----- | -- |
| 7  | «Факел» Новый Уренгой         |     | 0:3 | 3:0 | 3:0 | 2:3 | 3:1 | 27 | 13 | 14 | 55:49 | 40 |
| 8  | «Стинол» Липецк               | 3:0 |     | 3:1 | 3:2 | 3:1 | 3:0 | 27 | 13 | 14 | 57:54 | 40 |
| 9  | «Университет» Белгород        | 0:3 | 1:3 |     | 3:0 | 3:1 | 3:0 | 27 | 11 | 16 | 43:58 | 38 |
| 10 | ЦСКА Москва                   | 0:3 | 2:3 | 0:3 |     | 0:3 | 3:2 | 27 | 11 | 16 | 42:58 | 38 |
| 11 | «Ленинградка» Санкт-Петербург | 3:2 | 1:3 | 1:3 | 3:0 |     | 3:1 | 27 | 7  | 20 | 37:66 | 34 |
| 12 | «Строитель» Красноярск        | 1:3 | 0:3 | 0:3 | 2:3 | 1:3 |     | 27 | 3  | 24 | 22:78 | 30 |

### Плей-офф

#### Четвертьфинал
Серия до двух побед. 6, 10 и 13 апреля 2006.
Уралочка-НТМК — Стинол 2-0
Нижний Тагил. 3:0 (25:21, 25:17, 25:15)
Липецк. 3:0 (25:15, 25:23, 25:23)
Динамо (М) — Факел 2-0
Москва. 3:1 (25:11, 25:21, 22:25, 25:11)
Новый Уренгой. 3:0 (25:16, 25:23, 25:13)
Заречье-Одинцово — Динамо (МО) 2-1
Одинцово. 3:1 (28:26, 25:21, 20:25, 25:18)
Лобня. 0:3 (22:25, 18:25, 19:25)
Одинцово. 3:1 (25:20, 26:24, 28:30, 27:25)
Балаковская АЭС — Самородок 2-1
Балаково. 3:1 (22:25, 25:22, 25:18, 25:23)
Хабаровск. 0:3 (17:25, 14:25, 17:25)
Балаково. 3:2 (25:20, 20:25, 22:25, 25:19, 19:17)

#### Полуфинал
16 апреля 2005. Москва
Динамо (М) — Заречье-Одинцово 3:2 (28:30, 25:23, 28:26, 19:25, 15:8)
Уралочка-НТМК — Балаковская АЭС 3:0 (25:20, 25:16, 25:23)

#### Матч за 3-е место
17 апреля 2005. Москва
Балаковская АЭС — Заречье-Одинцово 3:2 (19:25, 23:25, 25:22, 25:20, 15:13)

#### Финал
17 апреля 2005. Москва
Уралочка-НТМК — Динамо (М) 3:0 (25:23, 25:16, 28:26)

### Плей-аут
Двухтуровой турнир с учётом всех результатов предварительного этапа. 1 тур — 8-10 апреля 2005 (Белгород). 2 тур, который должен был состояться в Москве, отменён.
| М  | Команда                       | 9   | 10  | 11  | 12  | И  | В  | П  | С/П   | О  |
| -- | ----------------------------- | --- | --- | --- | --- | -- | -- | -- | ----- | -- |
| 9  | «Университет» Белгород        |     | 3:1 | 0:3 | 3:0 | 30 | 13 | 17 | 49:62 | 43 |
| 10 | ЦСКА Москва                   | 1:3 |     | 3:1 | 3:0 | 30 | 13 | 17 | 49:62 | 43 |
| 11 | «Ленинградка» Санкт-Петербург | 3:0 | 1:3 |     | 3:0 | 30 | 9  | 21 | 44:69 | 39 |
| 12 | «Строитель» Красноярск        | 0:3 | 0:3 | 0:3 |     | 30 | 3  | 27 | 22:87 | 33 |

### Итог

Уралочка-НТМК - чемпион России 2005

| 1. «Уралочка»-НТМК (Свердловская область)  | 7. «Факел» (Новый Уренгой)          |
| 2. «Динамо» (Москва)                       | 8. «Стинол» (Липецк)                |
| 3. Балаковская АЭС (Балаково)              | 9. «Университет» (Белгород)         |
| 4. «Заречье-Одинцово» (Московская область) | 10. ЦСКА (Москва)                   |
| 5. «Самородок» (Хабаровск)                 | 11. «Ленинградка» (Санкт-Петербург) |
| 6. «Динамо» (Московская область)           | 12. «Строитель» (Красноярск)        |

### Команды и игроки
«Уралочка»-НТМК (Свердловская область)
Марина Шешенина, Юмилка Руис Луасес, Сойла Баррос Фернандес, Александра Пасынкова, Ирина Тебенихина, Елена Плотникова, Елена Тюрина, Елена Сенникова, Анна Бескова, Мария Белобородова,Светлана Чеснокова, Мария Мурнина, Ирина Волчкова.
Главный тренер — Николай Карполь.
 «Динамо» (Москва)
Люминита Тромбитас, Екатерина Гамова, Елена Година, Наталья Вдовина, Мария Бородакова, Екатерина Кабешова, Елена Лисовская, Наталья Баженова, Ольга Ильина, Мария Жадан, Леся Махно, Екатерина Лобанова, Юлия Ильина.
Главные тренеры — Гарий Егиазаров, с марта 2005 Леонид Зайко.
 Балаковская АЭС (Балаково)
Светлана Акулова, Юлиана Киселёва, Лариса Шаманаева, Юлия Свистина, Анна-Мириам Гансонре, Елена Гуменюк, Ольга Фадеева, Елена Савинова, Екатерина Громова, Марина Егорова, Жанна Шумакова, Елена Ирисова, Екатерина Чернова, Яна Щербань.
Главный тренер — Владислав Фадеев.
- «Заречье-Одинцово» (Московская область)

Анна Левченко, Наталья Сафронова, Наталья Ханикоглу, Татьяна Алвеш душ Сантуш, Юлия Меркулова, Татьяна Горшкова, Елена Ганшина, Наталья Мельникова, Ольга Адаменя, Евгения Загорец, Наталья Сарайкина, Нина Ярзуткина.
Главный тренер — Павел Матиенко.
- «Самородок» (Хабаровск)

Анна Лобадина, Анастасия Беликова, Анна Плигунова, Марина Манюк, Наталья Куликова, Милагрос Кабрал де ла Круз, Анна Чумакова, Наталья Васюкович, Ксения Пешкина, Наталья Кузнецова, Марина Акулова, Антонина Шестак, Ольга Иванкова, Светлана Крылова, Елена Васильевская, Анастасия Устименко, Анна Андронова, Татьяна Козлова.
Главный тренер — Виктор Бардок.
- «Динамо» (Московская область)

Ольга Чуканова, Ольга Сажина, Нелли Алишева (Фонова), Яйма Ортис Чарро, Марта Санчес Сальфран, Ольга Филина, Наталья Голубенко, Полина Вергун, Ксения Радченко, Наталья Караулова, Ольга Подлесная.
Главный тренер — Михаил Омельченко.
- «Факел» (Новый Уренгой)

Виктория Кожина (Степанищева), Надежда Богданова, Наталья Чумакова, Анна Гурьянова, Анна Симонова, Екатерина Зенкина (Зимятова), Мария Филипова, Елена Маркина, Татьяна Гречко, Екатерина Пигарева (Шицелова), Екатерина Бурыкина, Ольга Исаева, Светлана Добросмыслова.
Главный тренер — Николай Сорогин.
- «Стинол» (Липецк)

Любка Дебарлиева, Анастасия Гуськова, Мария Брунцева, Юлия Суханова, Елена Пономарёва, Наталья Рощупкина, Светлана Крючкова, Жанна Новикова, Ева Янева, Екатерина Певцова, Анастасия Комарова (Щербакова), Наталья Воробьёва, Анна Арбузова.
Главный тренер — Юрий Щуплов.
- «Университет» (Белгород)

Светлана Левина, Лариса Сычёва, Мария Дускрядченко, Евгения Кузянина, Олеся Шаравская, Ольга Ничутина, Галина Папазова, Евгения Корабельщикова, Виктория Скиба, Надежда Зорина, Регина Мороз, Алина Бершакова, Екатерина Будаева.
Главный тренер — Раиса Попова.
- ЦСКА (Москва)

Татьяна Семеняка, Наталья Курносова, Елена Гуськова, Ольга Букреева, Анастасия Шмелёва, Ольга Рыжова, Ольга Мустафаева, Анастасия Маркова, Наталья Никифорова, Анна Зайко, Наталья Смирнова.
Главные тренеры — Леонид Зайко; с марта 2005 Валерий Лосев.
- «Ленинградка» (Санкт-Петербург)

Ирина Бестужева, Юлия Андрушко, Наталья Алимова, Ольга Николаева, Наталья Белоусова, Алевтина Черепанова, Светлана Пупынина, Мария Купчинская, Елена Созина, Юлия Байлукова, Наталья Терентьева, Татьяна Орлова, Юлия Ероньян, Анастасия Лебедева, Анастасия Горина, Екатерина Стародубова, Ксения Рощина.
Главные тренеры — Евгений Сивков; с января 2005 Александр Кашин.
- «Строитель» (Красноярск)

Светлана Мельникова, Марина Зиньковская, Екатерина Ткаченко, Анастасия Ткачёва, Марина Постоева, Светлана Бубукина, Евгения Трушкова, Мария Кондратьева, Ольга Дьяченко, Наталья Коробкова, Наталья Непомнящих, Надежда Дубовецкая.
Главный тренер — Андрей Петров.

## Высшая лига «А»
Соревнования в высшей лиге «А» состояли из двух этапов — предварительного и финального. На предварительном этапе соревнования проводились в двух зонах — «Европа» и «Сибирь — Дальний Восток». В финальном этапе принимали участие по три лучшие команды из двух зон.

### Предварительный этап
В обоих зонах соревнования проводились по туровой системе с 8 октября 2004 по 10 апреля 2005 и состояли из двух частей. В первой по 12 команд в зонах «Европа» и «Сибирь-Дальний Восток» играли в 6 туров. Во второй в зоне «Европа» 8 лучших команд играли в 4 тура, а оставшиеся 4 команды в 3 тура с учётом результатов игр между собой в первой части турнира. В зоне «Сибирь-Дальний Восток» на втором предварительном этапе 6 лучших команд играли в 2 тура, а 6 худших — в 3 тура с учётом игр между собой в первой части турнира.
1-й предварительный этап
| Зона «Европа» | Зона «Европа»                                | Зона «Европа» | Зона «Европа» | Зона «Европа» | Зона «Европа» | Зона «Европа» |
| М             | Команды                                      | И             | В             | П             | С/П           | О             |
| ------------- | -------------------------------------------- | ------------- | ------------- | ------------- | ------------- | ------------- |
| 1             | «Казаночка» (Казань)                         | 22            | 22            | 0             | 66:8          | 44            |
| 2             | «Автодор-Метар» (Челябинск)                  | 22            | 18            | 4             | 57:23         | 40            |
| 3             | «Тулица-Туламаш» (Тула)                      | 22            | 17            | 5             | 57:26         | 39            |
| 4             | «Северсталь» (Череповец)                     | 22            | 15            | 7             | 51:29         | 37            |
| 5             | РГСУ-«Динамо» (Москва)                       | 22            | 14            | 8             | 44:34         | 36            |
| 6             | «Прометей» (Уфа)                             | 22            | 11            | 11            | 44:37         | 33            |
| 7             | «Динамо-Энергия» (Краснодар)                 | 22            | 11            | 11            | 42:38         | 33            |
| 8             | «Импульс»-ВАЭС (Волгодонск)                  | 22            | 9             | 13            | 32:41         | 31            |
| 9             | «Искра» (Самара)                             | 22            | 7             | 15            | 33:54         | 29            |
| 10            | «Мытищи»-МГОУ (Мытищи)                       | 22            | 4             | 18            | 16:58         | 26            |
| 11            | «Аэрофлот-Уралтрансбанк» (Свердловская обл.) | 22            | 3             | 19            | 21:61         | 25            |
| 12            | «Ярославна-ТМЗ» (Тутаев)                     | 22            | 1             | 21            | 13:64         | 23            |

| Зона «Сибирь - Дальний Восток» | Зона «Сибирь - Дальний Восток»  | Зона «Сибирь - Дальний Восток» | Зона «Сибирь - Дальний Восток» | Зона «Сибирь - Дальний Восток» | Зона «Сибирь - Дальний Восток» | Зона «Сибирь - Дальний Восток» |
| М                              | Команды                         | И                              | В                              | П                              | С/П                            | О                              |
| ------------------------------ | ------------------------------- | ------------------------------ | ------------------------------ | ------------------------------ | ------------------------------ | ------------------------------ |
| 1                              | «Ангара» (Иркутск)              | 22                             | 21                             | 1                              | 65:11                          | 43                             |
| 2                              | «Аурум» (Хабаровск)             | 22                             | 20                             | 2                              | 63:14                          | 42                             |
| 3                              | «Спутник» (Новосибирск)         | 22                             | 17                             | 5                              | 57:23                          | 39                             |
| 4                              | «Спартак» (Омск)                | 22                             | 14                             | 8                              | 45:35                          | 36                             |
| 5                              | «Локомотив» (Иркутск)           | 22                             | 11                             | 11                             | 41:37                          | 33                             |
| 6                              | «Забайкалка» (Чита)             | 22                             | 11                             | 11                             | 36:51                          | 33                             |
| 7                              | «Лицей» (Юрга)                  | 22                             | 10                             | 12                             | 40:47                          | 32                             |
| 8                              | «Строитель»-2 (Красноярск)      | 22                             | 9                              | 13                             | 38:45                          | 31                             |
| 9                              | «Вертикаль»-ВГУЭС (Владивосток) | 22                             | 7                              | 15                             | 38:50                          | 29                             |
| 10                             | «Томичка-Юпитер» (Томск)        | 22                             | 7                              | 15                             | 32:53                          | 29                             |
| 11                             | «Хара Морин» (Улан-Удэ)         | 22                             | 3                              | 19                             | 16:58                          | 25                             |
| 12                             | «Университет» (Улан-Удэ)        | 22                             | 2                              | 20                             | 17:64                          | 24                             |

2-й предварительный этап
| Зона «Европа» (1-8 места) | Зона «Европа» (1-8 места)    | Зона «Европа» (1-8 места) | Зона «Европа» (1-8 места) | Зона «Европа» (1-8 места) | Зона «Европа» (1-8 места) | Зона «Европа» (1-8 места) |
| М                         | Команды                      | И                         | В                         | П                         | С/П                       | О                         |
| ------------------------- | ---------------------------- | ------------------------- | ------------------------- | ------------------------- | ------------------------- | ------------------------- |
| 1                         | «Казаночка» (Казань)         | 28                        | 27                        | 1                         | 83:12                     | 55                        |
| 2                         | «Тулица-Туламаш» (Тула)      | 28                        | 21                        | 7                         | 69:38                     | 49                        |
| 3                         | «Автодор-Метар» (Челябинск)  | 28                        | 20                        | 8                         | 67:38                     | 48                        |
| 4                         | «Северсталь» (Череповец)     | 28                        | 13                        | 15                        | 47:53                     | 41                        |
| 5                         | РГСУ-«Динамо» (Москва)       | 28                        | 11                        | 17                        | 40:61                     | 39                        |
| 6                         | «Прометей» (Уфа)             | 28                        | 8                         | 20                        | 38:60                     | 36                        |
| 7                         | «Динамо-Энергия» (Краснодар) | 28                        | 7                         | 21                        | 37:69                     | 35                        |
| 8                         | «Импульс»-ВАЭС (Волгодонск)  | 28                        | 5                         | 23                        | 23:73                     | 33                        |

| Зона «Сибирь - Дальний Восток» (1-6 места) | Зона «Сибирь - Дальний Восток» (1-6 места) | Зона «Сибирь - Дальний Восток» (1-6 места) | Зона «Сибирь - Дальний Восток» (1-6 места) | Зона «Сибирь - Дальний Восток» (1-6 места) | Зона «Сибирь - Дальний Восток» (1-6 места) | Зона «Сибирь - Дальний Восток» (1-6 места) |
| М                                          | Команды                                    | И                                          | В                                          | П                                          | С/П                                        | О                                          |
| ------------------------------------------ | ------------------------------------------ | ------------------------------------------ | ------------------------------------------ | ------------------------------------------ | ------------------------------------------ | ------------------------------------------ |
| 1                                          | «Ангара» (Иркутск)                         | 20                                         | 19                                         | 1                                          | 59:12                                      | 39                                         |
| 2                                          | «Аурум» (Хабаровск)                        | 20                                         | 16                                         | 4                                          | 52:19                                      | 36                                         |
| 3                                          | «Спутник» (Новосибирск)                    | 20                                         | 12                                         | 8                                          | 43:26                                      | 32                                         |
| 4                                          | «Спартак» (Омск)                           | 20                                         | 7                                          | 13                                         | 24:44                                      | 27                                         |
| 5                                          | «Локомотив» (Иркутск)                      | 20                                         | 4                                          | 16                                         | 20:50                                      | 24                                         |
| 6                                          | «Забайкалка» (Чита)                        | 20                                         | 2                                          | 18                                         | 10:57                                      | 22                                         |

Результаты с учётом игр команд между собой на 1-м предварительном этапе
2-й предварительный этап
| Зона «Европа» (9-12 места) | Зона «Европа» (9-12 места)                   | Зона «Европа» (9-12 места) | Зона «Европа» (9-12 места) | Зона «Европа» (9-12 места) | Зона «Европа» (9-12 места) | Зона «Европа» (9-12 места) |
| М                          | Команды                                      | И                          | В                          | П                          | С/П                        | О                          |
| -------------------------- | -------------------------------------------- | -------------------------- | -------------------------- | -------------------------- | -------------------------- | -------------------------- |
| 9                          | «Искра» (Самара)                             | 15                         | 12                         | 3                          | 39:19                      | 27                         |
| 10                         | «Мытищи»-МГОУ (Мытищи)                       | 15                         | 10                         | 5                          | 34:26                      | 25                         |
| 11                         | «Аэрофлот-Уралтрансбанк» (Свердловская обл.) | 15                         | 6                          | 19                         | 31:34                      | 21                         |
| 12                         | «Ярославна-ТМЗ» (Тутаев)                     | 15                         | 2                          | 13                         | 17:42                      | 17                         |

| Зона «Сибирь - Дальний Восток» (7-12 места) | Зона «Сибирь - Дальний Восток» (7-12 места) | Зона «Сибирь - Дальний Восток» (7-12 места) | Зона «Сибирь - Дальний Восток» (7-12 места) | Зона «Сибирь - Дальний Восток» (7-12 места) | Зона «Сибирь - Дальний Восток» (7-12 места) | Зона «Сибирь - Дальний Восток» (7-12 места) |
| М                                           | Команды                                     | И                                           | В                                           | П                                           | С/П                                         | О                                           |
| ------------------------------------------- | ------------------------------------------- | ------------------------------------------- | ------------------------------------------- | ------------------------------------------- | ------------------------------------------- | ------------------------------------------- |
| 7                                           | «Вертикаль»-ВГУЭС (Владивосток)             | 25                                          | 18                                          | 7                                           | 62:30                                       | 43                                          |
| 8                                           | «Лицей» (Юрга)                              | 25                                          | 18                                          | 7                                           | 57:32                                       | 43                                          |
| 9                                           | «Томичка-Юпитер» (Томск)                    | 25                                          | 14                                          | 11                                          | 49:45                                       | 39                                          |
| 10                                          | «Строитель»-2 (Красноярск)                  | 25                                          | 13                                          | 12                                          | 46:45                                       | 38                                          |
| 11                                          | «Хара Морин» (Улан-Удэ)                     | 25                                          | 10                                          | 15                                          | 40:49                                       | 35                                          |
| 12                                          | «Университет» (Улан-Удэ)                    | 25                                          | 2                                           | 23                                          | 18:71                                       | 27                                          |

Результаты с учётом игр команд между собой на 1-м предварительном этапе

### Финальный этап
В двухтуровом турнире принимали участие по три лучшие команды от двух зон. 1 тур — 10-15 апреля 2005 (Иркутск), 2 тур — 25-30 апреля 2005 (Казань).
| М | Команда                   | 1       | 2       | 3       | 4       | 5       | 6       | И  | В | П  | С/П   | О  |
| - | ------------------------- | ------- | ------- | ------- | ------- | ------- | ------- | -- | - | -- | ----- | -- |
| 1 | «Казаночка» Казань        |         | 3:1 1:3 | 3:2 1:3 | 3:2 3:0 | 3:0     | 3:0     | 10 | 8 | 2  | 26:11 | 18 |
| 2 | «Аурум» Хабаровск         | 1:3 3:1 |         | 3:2 0:3 | 1:3 3:0 | 3:1 3:0 | 3:0     | 10 | 7 | 3  | 23:13 | 17 |
| 3 | «Тулица-Туламаш» Тула     | 2:3 3:1 | 2:3 3:0 |         | 1:3 2:3 | 3:1     | 3:0     | 10 | 6 | 4  | 25:15 | 16 |
| 4 | «Автодор-Метар» Челябинск | 2:3 0:3 | 3:1 0:3 | 3:1 3:2 |         | 0:3 3:1 | 3:0 3:1 | 10 | 6 | 4  | 20:19 | 16 |
| 5 | «Ангара» Иркутск          | 0:3     | 1:3 0:3 | 1:3     | 3:0 1:3 |         | 3:0     | 10 | 3 | 7  | 13:21 | 13 |
| 6 | «Спутник» Новосибирск     | 0:3     | 0:3     | 0:3     | 0:3 1:3 | 0:3     |         | 10 | 0 | 10 | 1:30  | 10 |

По итогам финального этапа «Казаночка» (Казань) и «Тулица-Туламаш» (Тула) получили право на выступление в суперлиге в сезоне 2005—2006. «Аурум» (Хабаровск) (фарм-клуб хабаровского «Самородка») от повышения в классе отказался.

## Высшая лига «Б»
Итоговая расстановка
| «Европа»                             | «Сибирь-Дальний Восток»            |
| ------------------------------------ | ---------------------------------- |
| 1. «Надежда» (Серпухов)              | 1. МКТ-«Университет» (Тюмень)      |
| 2. «Ленинградка»-2 (Санкт-Петербург) | 2. «Томичка-Юпитер»-2 (Томск)      |
| 3. «Луч»-ШВСМ (Москва)               | 3. «Старт-Саяны» (Зеленогорск)     |
| 4. «Олимпия» (Шуя)                   | 4. «Юность России» (Юрга)          |
| 5. «Спартак-Мослифт» (Москва)        | 5. «Хара-Морин»-2 (Улан-Удэ)       |
| 6. «Стинол»-2 (Липецк)               | 6. «Енисеюшка»-СибГАУ (Красноярск) |
| 7. «Университет» (Пенза)             | 7. «Бастион» (Железногорск)        |
| 8. «Тулица-Туламаш»-2 (Тула)         | 8. СибГИУ (Новокузнецк)            |
| 9. «Дончанка» (Новочеркасск)         | 9. «Локомотив»-2 (Иркутск)         |
| 10. СДЮШОР-65-МКС (Москва)           | 10. «Забайкалка»-2 (Чита)          |
| 11. «Рязань» (Рязань)                |                                    |

## Первая лига
Итоговая расстановка
| 1. «Автодор-Метар»-2 (Челябинск)              |
| 2. «Спарта» (Нижний Новгород)                 |
| 3. «Анапа» (Анапа)                            |
| 4. «Экономист» (Казань)                       |
| 5. «Динамо»-2 (Краснодар)                     |
| 6. «Академия» (Санкт-Петербург)               |
| 7. «Амонд» (Самара)                           |
| 8. «Экран» (Санкт-Петербург)                  |
| 9. «Смолянка» (Смоленск)                      |
| 10. «Заречье-Одинцово»-2 (Московская область) |
| 11. «Университет»-2 (Белгород)                |
| 12. «Искра»-СГЭА-2 (Самара)                   |

## Источник
- «Волейбол. Чемпионат России 2006». Альманах Всероссийской федерации волейбола
- «Волейбол. Чемпионат России 2005». Альманах Всероссийской федерации волейбола